# Gymnopilus nitens
Gymnopilus nitens là một loài nấm thuộc họ Cortinariaceae.